# Надпорожье (Вожегодский район)
Надпорожье — деревня в Вожегодском районе Вологодской области.
Входит в состав Вожегодское городское поселение, с точки зрения административно-территориального деления — в Вожегодский сельсовет.
Расстояние до районного центра Вожеги по автодороге — 12,5 км. Ближайшие населённые пункты — Ольшуковская, Зиненская, Тупицыно.
По переписи 2002 года население — 1 человек.
В деревне родился Герой Советского Союза Владимир Рогозин.